# Papyrus 967

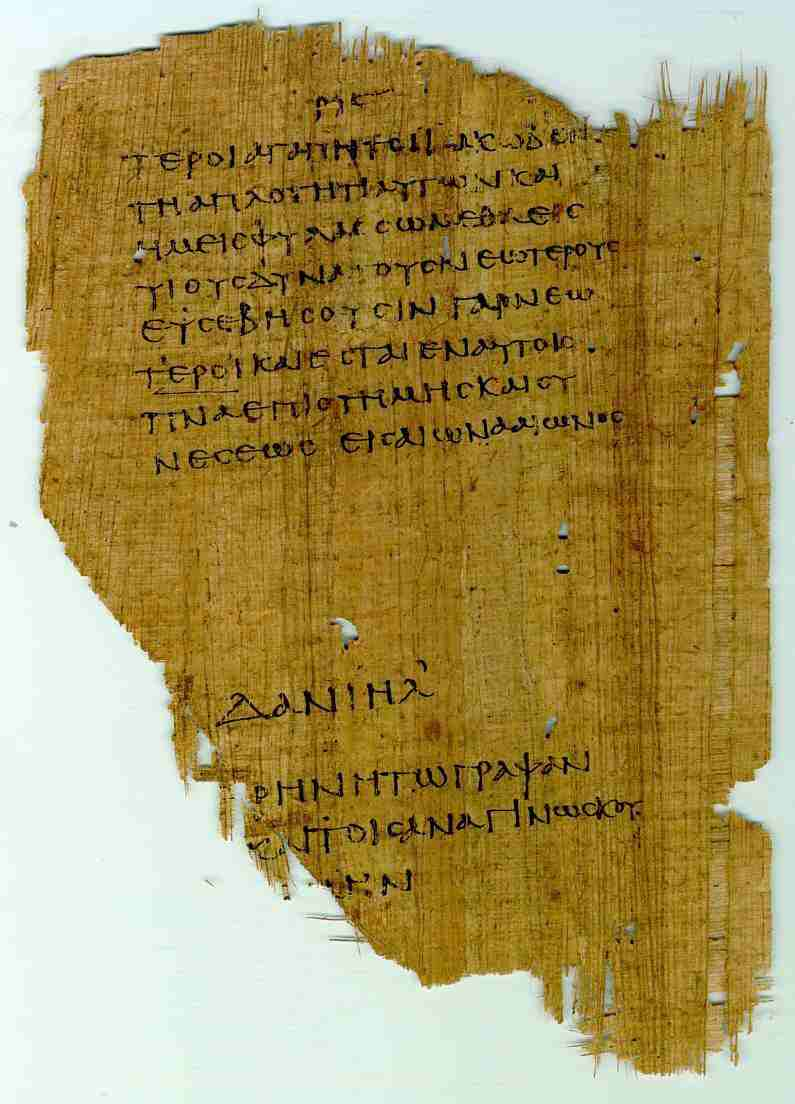
Papyrus 967

Papyrus 967, auch Papyrus Chester Beatty X, ist die Bezeichnung für einen Kodex, der den Septuaginta-Text der Bücher Ezechiel, Daniel und Ester enthält, etwa um 200 n. Chr. geschrieben wurde und zu den  biblischen Chester-Beatty-Papyri gehört. Die Nummerierung bezieht sich auf die Liste griechischer Handschriften nach Alfred Rahlfs. Der Fund des Papyrus wurde 1931 in der New York Times bekanntgegeben. Die genauen Fundumstände sind unklar, als Fundort wird das antike Aphroditopolis vermutet.

## Beschreibung
Der Umfang betrug ursprünglich 59 Bögen, das entspricht 118 Blättern oder 236 Seiten. Eine Seite misst etwa 344 × 128 mm. Die Seiten sind einspaltig mit durchschnittlich 42 Zeilen in einer quadratischen Unziale beschrieben. Für den Ezechieltext lässt sich ein vom Daniel- und Estertext unterschiedener Schreiber ausmachen. Eingetragen sind verschiedene Korrekturen vom Schreiber und späteren Händen. Der Text enthält Nomina sacra sowie textkritische Zeichen zur Kennzeichnung der Lesarten nach Theodotion.
Neben den besonderen Lesarten, die der Text für Ezechiel bietet, ist v. a. die frühe Bezeugung des Septuagintatextes zu Daniel bedeutsam, da dieser später in nahezu allen Handschriften durch den Theodotion-Text verdrängt wurde. So steht in Papyrus 967 die Erzählung von Susanna im Bade (Dan 13) nach der Erzählung von Bel und dem Drachen (Dan 14). Außerdem sind die Kapitel Dan 7f. vor Kapitel 5f. eingeordnet. Papyrus 967 enthält Ezechiel vor Daniel wie der Codex Alexandrinus, während der Codex Chisianus R.VII.45 (Rahlfs-Siglum 88) und der syrohexaplarische Codex Ambrosianus 313 Ezechiel nach Daniel haben.
Interessant ist auch der Schlusswunsch am Ende des Buches Daniel (einschließlich der hier das Danielbuch abschließenden Susanna-Geschichte; siehe die Abb.). Nach der Inhaltsangabe „Daniel“ folgt der Wunsch: „Friede dem, der geschrieben hat und den Lesenden“. Da aus der Hand desselben Schreibers noch das Buch Ester folgt, stammt der Abschlusswunsch an dieser Stelle wahrscheinlich nicht vom Schreiber, sondern aus der Tradition. Darin spiegelt sich vielleicht noch eine alte Kanonsgrenze, der gegenüber das (lange Zeit umstrittene) Buch Ester angefügt wurde.
Auffallend ist auch, dass das Buch Daniel bereits eine Kapiteleinteilung in griechischen Buchstaben enthält. Diese Zahlen, als Subscriptio eingetragen, wurden nicht nachträglich hinzugefügt, sondern waren bereits im Originaltext vorhanden.

## Aufbewahrungsorte
Der Kodex befindet sich an fünf verschiedenen Orten:
- 29 Blatt befinden sich in der Chester Beatty Library in Dublin mit der Signatur P. Chester Beatty IX/X[2],
- 21 Blatt sind bekannt als John H. Scheide Papyrus 3, sie liegen in der Princeton University,
- große Teile liegen in der Papyrussammlung des Instituts für Altertumskunde der Universität zu Köln,
- 2 Blatt befinden sich im Kloster Montserrat im Scriptorium Biblicum et Orientale, P. Monts. Roca. 42 + 43,
- 10 Blätter lagern in Madrid in der Fundación Pastor de Estudios Clásicos, P Matr. 1.[3]

## Editionen
- Angelo Geißen: Der Septuagintatext des Buches Daniel, Kap. 5–12, zusammen mit Susanna, Bel et Draco, sowie Esther 1,1a–2,15 nach dem Kölner Teil des Papyrus 967. In: Papyrologische Texte und Abhandlungen. Band 5, Bonn 1968.
- Winfried Hamm: Der Septuagintatext des Buches Daniel Kap. 1–2. In: Papyrologische Texte und Abhandlungen. Band 10, Bonn 1969.
- Winfried Hamm: Der Septuaginta-Text des Buches Daniel Kap. 3–4 nach dem Kölner Teil des Papyrus 967. In: Papyrologische Texte und Abhandlungen. Band  21, Bonn 1977.
- Leopold Günther Jahn: Der griechische Text des Buches Ezechiel nach dem Kölner Teil des Papyrus 967. In: Papyrologische Texte und Abhandlungen. Band 15, Bonn 1972.
- Allan Ch. Johnson; Henry S. Gehman; Edmund H. Kase: The John H. Scheide Biblical Papyri: Ezekiel (= Princeton Studies in Papyrology. Band 3). Princeton 1938.
- Frederic George Kenyon: The Chester Beatty biblical Papyri Descriptions and texts of 12 mss. on papyrus of the Greek Bible 7 Ezekiel, Daniel, Esther Text. Walker, London 1937, OCLC 257556833.
- Frederic George Kenyon: The Chester Beatty biblical Papyri Descriptions and texts of 12 mss. on papyrus of the Greek Bible 7 Ezekiel, Daniel, Esther Plates. Walker, London 1938, OCLC 257557797.